# 데스 디파잉: 어느 마술사의 사랑
《데스 디파잉: 어느 마술사의 사랑》(영어: Death Defying Acts)는 2007년 개봉한 영국, 오스트레일리아의 아일랜드의 초자연적 로맨스 영화이다. 질리안 암스트롱이 감독하고, 토니 그리소니와 브라이언 워드이 공동 각본을 썼다. 가이 피어스, 캐서린 제타 존스, 티모시 스폴와 시얼샤 로넌이 출연한다. 영화는 1920년대 활약했던 실존 인물의 마술사 해리 후디니를 주인공으로 마술보다 더 신비로운 영혼의 세계를 그린다. 2007년 토론토 국제 영화제 특별 상영으로 초연되었다.

## 출연

### 주연
- 가이 피어스
- 캐서린 제타 존스

### 조연
- 티모시 스폴
- 시얼샤 로넌

## 기타
- Line PD: 가이 태너힐
- 공동제작: 토니 그리소니
- 공동제작: 필 로벗슨
- 공동제작: 브라이언 워드
- 미술: 젬마 잭슨
- 세트: 애너 린치-로빈슨
- 의상: 수잔나 벅스튼
- 의상: 제인 그린우드
- 배역: 게일 스티븐스